# Apollonio Maggio
Apollonio Maggio (* 19. November 1859 in Spessa di Cologna Veneta, Provinz Verona, Italien; † 22. Oktober 1927) war Bischof von Ascoli Piceno.

## Leben
Er besuchte das Priesterseminar in Vicenza und wurde 1884 ebenda zum Priester ordiniert. Danach war er Kaplan und dann Schuldirektor in Noventa Vicentina, später Erzpriester (Arciprete) in Rosà und Schio.
Maggio wurde 1910 von Pius X. zum Titularbischof von Lystra ernannt und zum Bischof von Ascoli Piceno bestellt. Er starb 1927 im Alter von 67 Jahren.